# Kilogramm
A kilogramm a tömeg SI-alapegysége; jele kg.
Az új, 2019. május 20-án életbe lépett definíció alapja a Planck-állandó rögzített értéke. Az új definíció szerint a h Planck-állandó pontos értéke:
h = 6,626 070 15·10−34 kg·m2·s–1
A h Planck-állandó értékének mérési pontossága nagy, a bizonytalanság mindössze ±0,000001% volt a 2000-es évek elején. Fontos megjegyezni, hogy a h Planck-állandó értékét a fenti számsorral rögzítették, azon a további mérések nem változtatnak. A képlet a kilogrammra rendezve:
1 kg = 1,43733919×1030 h [s / m2] 
A kg·m2·s−1 = J·s, így a kilogramm végső soron (elvileg) bárki által meghatározható a másodperc és a méter alapján. Ehhez egy speciális eszköz, az ún. Kibble-mérleg használható.
Az új definíciót 2018. november 16-án fogadták el a Párizs melletti Versailles-ban tartott 26. Általános Súly- és Mértékügyi Konferencián (CGPM).
A kilogramm definíciója korábban egy fizikai etalonon, azaz mintadarabon alapult, amit 1879 óta használtak erre a célra (International Prototype of the Kilogram – IPK). Az új definíció a „kilogramm” hétköznapi fogalmát vagy értékét nem módosítja.

## Gramm és kilogramm
A kilogramm az egyetlen SI-alapegység, amelyik előtagot tartalmaz; a megfelelő előtag nélküli egység a gramm. Ennek történelmi okai vannak. 1790-ben a francia nemzetgyűlés megbízta az ország legnevesebb tudósait egy új mértékegységrendszer kidolgozásával. Ez volt a decimális mértékegységrendszer, az SI előfutára. Az 1799-es definíció szerint a tömeg alapmértékegysége a grave, 1 dm³ +4 °C-os víz tömegével egyezik meg. További mértékegységek pedig a tonne (1000 grave) és a gramme (1/1000 grave).
A francia forradalom kitörése után azonban a grave-et elvetették (részben, mert hétköznapi használatra túl nagynak tartották, részben pedig politikai okokból – a „grave” egyik jelentése ugyanis „gróf”), helyette a grammot tették meg alapmértékegységnek (később a CGS-rendszer alapjává is vált). Mivel azonban egygrammos etalont mind készíteni, mind használni nehézkes lett volna, egy 1 kilogrammos etalont is készítettek (ez volt az ún. levéltári kilogramm, Kilogramme des Archives). Idővel a kilogramm fokozatosan átvette a gramm szerepét, nemcsak etalonként, hanem alapmértékegységként is, és az SI-mértékegységrendszerbe már ez került bele.

### Részei és többszörösei
A prefixumokat a grammhoz illesztjük, de alapmértékegységnek a kilogrammot tekintjük.
A mérésügyi törvény elsősorban azokat a prefixumokat engedélyezi, amelyek tízes hatványkitevője háromnak egész számú többszöröse. További többszörös és tört mértékek:
- t, tonna = 1000 kg = 1 000 000 gramm
- q, mázsa = 100 kg = 100 000 gramm
- dkg, dekagramm = 10 gramm
- cg, centigramm = 1/100 gramm
- mg, milligramm = 1/1000 gramm
- μg, mikrogramm = 1/1 000 000 gramm, ( = 1 γ,[6] ejtsd: gamma, régebben használt, nem SI-egység)

## Súly és kilogramm

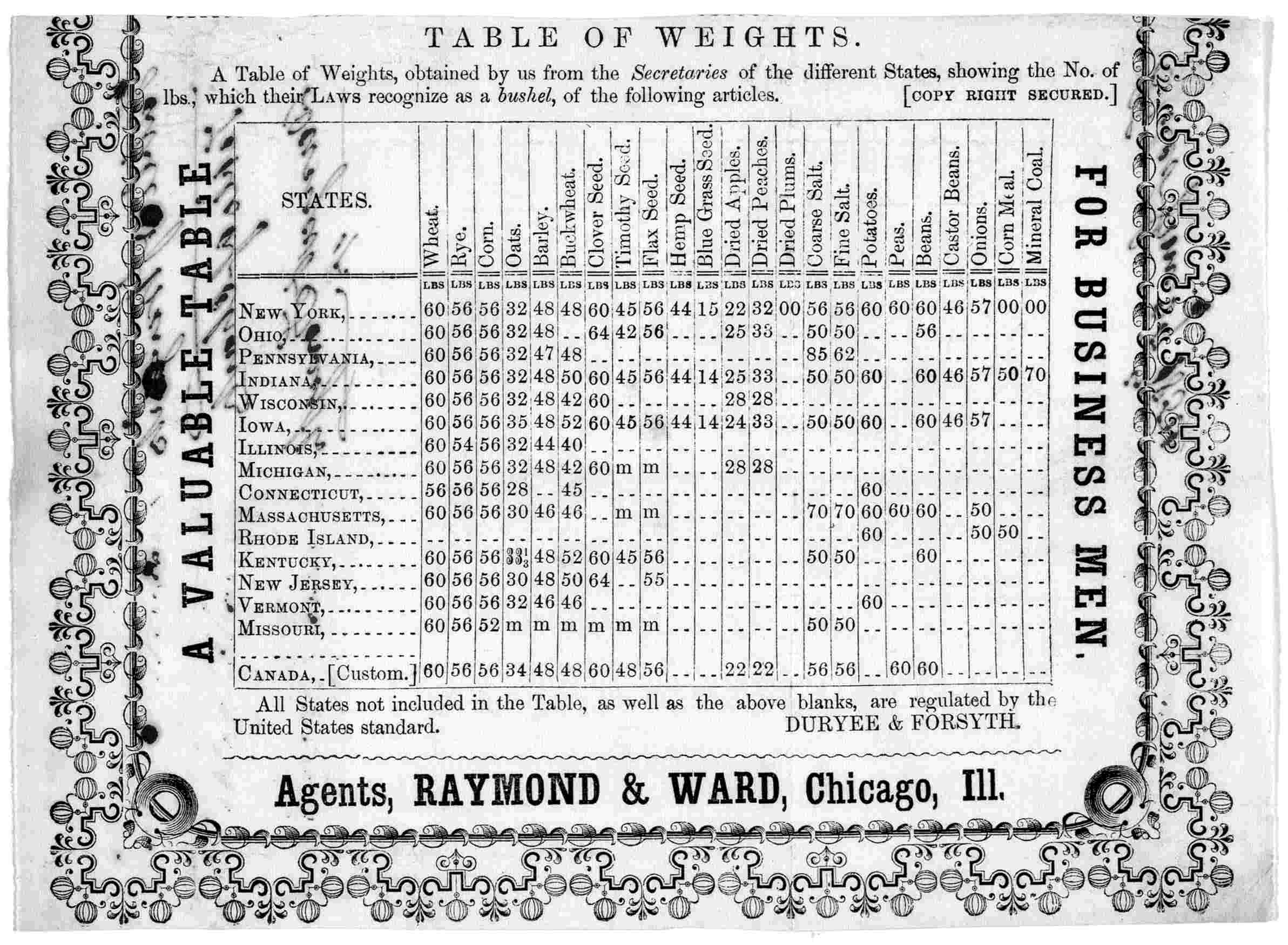
Az Egyesült Államokban 1854-ben kiadott hivatalos táblázat a bushel átszámítására vonatkozóan (lbs="font súly")

A hétköznapi szóhasználatban a kilogrammot gyakran a súly mértékegységének mondják. Valójában a súly SI-mértékegysége a newton; a kilogrammhoz igazított SI-n kívüli mértékegysége a kilopond (kp). Utóbbi az MKpS-mértékegységrendszer egyik alapmértékegysége. A nyugvó test súlya a tömeg és a nehézségi gyorsulás szorzata. Mivel a Föld felszínén a nehézségi gyorsulás jó közelítéssel állandó, a két mennyiség többé-kevésbé felcserélhető (1 kg tömeg 9,80665 newton, illetve 1 kilopond súlyú), általánosságban azonban ez nem igaz. A tömeg mértékére általában a súlyból következtetünk.
Léteznek eljárások, amelyek nem súlymérési módszerrel teszik lehetővé a tömeg megmérését, például rugók lengésével. Ilyen eljárások szükségesek az űrhajózásban.

## A definíció története

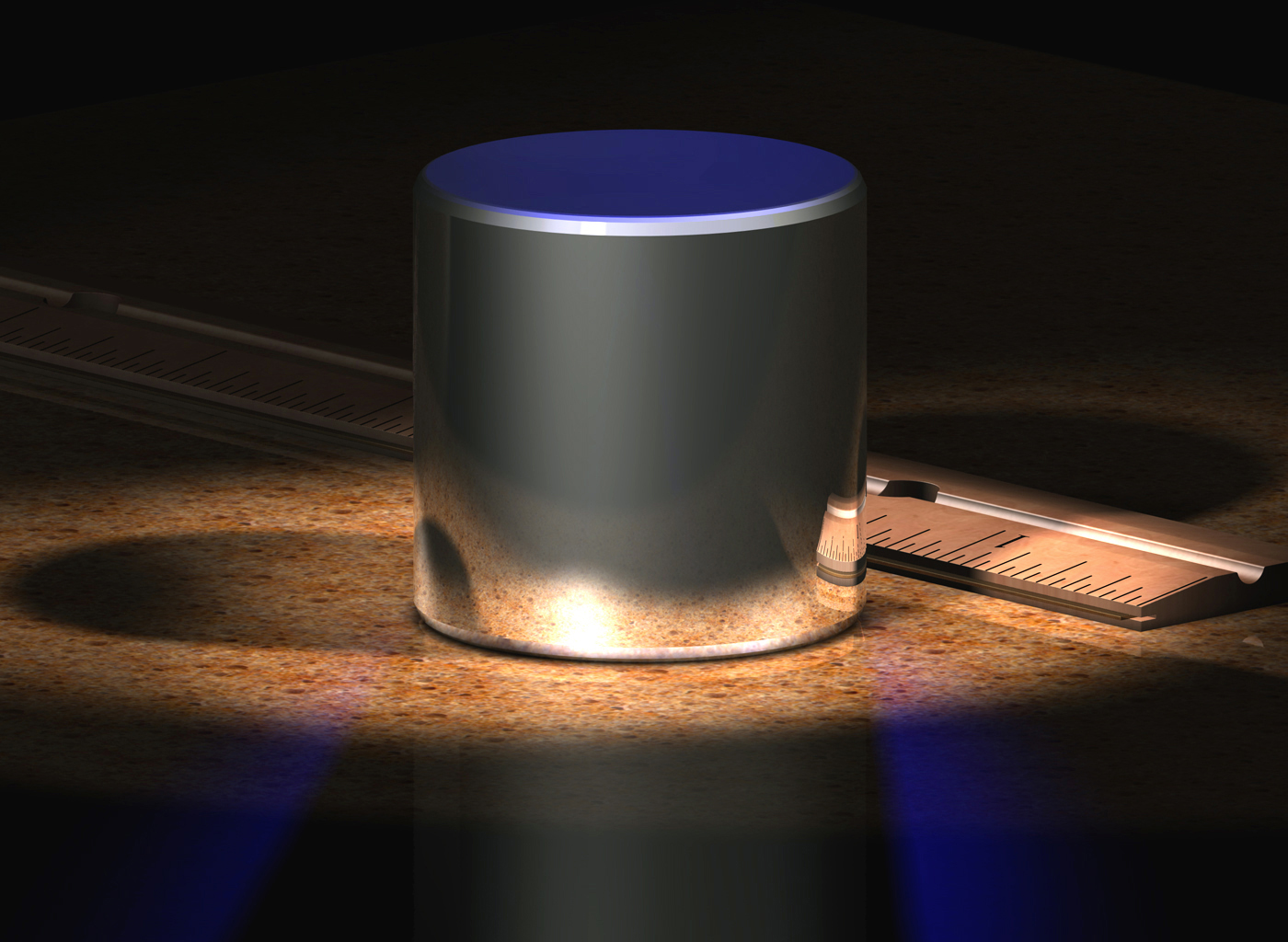
A kilogramm etalonja, eredetije a Nemzetközi Súly- és Mértékügyi Hivatalban (BIPM), Sèvres-ben őrzött, 1 kg tömegűnek definiált platina-irídium henger. Tárolásának körülményeit az 1889. évben, Párizsban megtartott 1. Általános Súly- és Mértékügyi Konferencián rögzítették (számítógépes kép, nem eredeti fénykép)

Az első meghatározás (1795) szerint legyen egy kilogramm annyi víznek a tömege, amely egytized méter élhosszúságú kockába fér a víz fagyáspontján. Ez volt gyakorlatilag a liter mértékegység meghatározása. Louis Lefèvre‑Gineau és Giovanni Fabbroni igen pontos mérésekkel kimutatták, hogy van a víznek egy sokkal stabilabb jellemzője: az a hőmérséklet, amelyen legnagyobb a sűrűsége. Ezt ők 4 °C-ként határozták meg, és ennek alapján készült el platinából a Levéltári Kilogrammo 1799-ben. A XX. század óta ezt úgy fogalmazzák meg, mint 1 köbdeciméter (dm³) víz tömege a legnagyobb sűrűségű állapotban, 3,984 Celsius-fokon és normál légköri nyomáson. Hétköznapi használatra 1 kg-nak vehetjük a vizet bármely hőmérsékleten, mivel a sűrűsége nem változik nagyon. 50 °C-ig 1% a hiba, de 100 °C-on már 4%. Az eredeti platinaetalon neve: Kilogramme des Archives, míg a platina-iridium változat francia neve: prototype international du kilogramme (angolul: IPK, International Prototype of the Kilogram, ). Az őskilogramm Marc Etienne Janety királyi ékszerész munkája
Ez valójában körkörös definíció: a víz sűrűsége kis mértékben függ a légnyomástól, a nyomás pedig többek között a tömegből származtatott SI egység. Ennek elkerülésére 1889-ben, a párizsi 1. Általános Súly- és Mértékügyi Konferencián (Conférence générale des poids et mesures) a kilogrammot a nemzetközi etalon (IPK) tömegeként definiálták, amelyet a sèvres-i Nemzetközi Súly- és Mértékügyi Hivatalban (Bureau International des Poids et Mesures) őriznek. Az etalon platina-irídium ötvözetből készült, 39 mm magasságú és átmérőjű henger (franciául: „Le Grande Kilo”, angolul: „Big K” a beceneve) és az elsőrendű etalon mellett hat hivatalos másolatát őrzik a hivatalban. Az etalonról nem csak hat másolat készült az elsővel együtt (összesen kb. 40 készült), a többi másolatot az egyes országok kapták meg; ezek a nemzeti etalonok, és azóta is készültek újabb másolatok.

A 90% platina, 10% irídium ötvözet nagy sűrűsége miatt alkalmas etalonnak; a szennyeződésnek kitett felület így viszonylag kicsi, és a kisebb térfogat miatt a kiszorított levegő okozta felhajtóerő is kisebb, így a mért tömeg kevésbé függ a levegő sűrűségétől. Emellett az ötvözet viszonylag közömbös; könnyen megmunkálható, sima felületűre alakítható – mindkettő tovább csökkenti a szennyeződést. A kilogrammetalon eredetileg platinából készült. A platina-iridium ötvözetnek (1874 alloy) az anyaga azonos a etalon anyagával. Az ötvözet tervezésére és elkészítésére vonatkozó leírás a méter szócikkben szerepel. Abban az időben, amikor törvényerőre emelkedett, az Osztrák–Magyar Monarchia egységesen írta alá a méteregyezményt, és azonos törvényeket hoztak az ország részterületeire. Ezek közül Szlovákia egyedülálló, hiszen nemrég vált külön Csehországtól, ezért ott a legfrissebb a métertörvény és a kilogramm etalon.

A periodikus ellenőrzések által feltárt eltérések a kilogramm etalonok között (Az ábra a BIPM-ben készült)

A nemzetközi kilogramm etalont (IPK) „hét lakat alatt” őrzik a mértékügyi hivatal (BIPM) pincéjében egy széfben, három üvegbúra alatt, légkondicionált helységben; és csak három különböző ember három kulcsával lehet hozzáférni. Bár az etalont óvják a portól, a nedvességtől, az ujjlenyomatoktól vagy bármilyen külső behatástól, az mégis változik. Története során mindössze háromszor vették elő (1889, 1946, 1989). Legutóbbi vizsgálatakor a másolatokkal összehasonlítva azt tapasztalták, hogy tömege kb. 50 mikrogrammal csökkent, ami kb. egy homokszem tömege. Nyilván ez relatív, az eredmény úgy is érthető, hogy a többi etalon tömege nőtt meg. Erre az egyik magyarázat az lehet, hogy a platina előszeretettel megköti a higanyt, ami a többi etalon környezetében nagyobb százalékban volt jelen, illetve kevésbé voltak védettek, mint a fő etalon; azonban ez csak egy elmélet a többi közül, és tulajdonképpen egyik elmélet igazolására sincs mód.
Mivel a kilogramm az SI-mértékegységrendszer alapegysége, ezért több más mértékegység pontossága is a tömegetalontól függött (amper, mól, kandela) így a 20. század során a technika és a tudományok fejlődédével egyre fontosabbá vált, hogy valamilyen más módszerrel definiálják. Bár a szakemberek folyamatosan keresték a módszereket, ami alapvető fizikai állandó vagy atomi mennyiségen alapul, csak 2011-ben, a 24. Általános Súly- és Mértékügyi Konferencia során voltak képesek döntést hozni arról, hogy 2018-ra ki kell dolgozni az új módszert, amely a Planck-állandó alapján definiálja a kilogrammot. Ekkorra ez maradt az egyetlen etalontól függő, nem eléggé stabil alapmértékegység.

## Tömegetalonok

### Tömegetalon mérése és kalibrálása
Tisztítása különleges műveletet igényel. A Physikalisch-Technische Bundesanstalt széles tartományban végez kalibrálást.
A magyar (K16 számú) kilogramm etalont utoljára 2007-ben hitelesítették.
A különféle anyagból készült etalonok eltérő méretűek
| anyag           | sűrűség kg/m³ | térfogat cm³ | átmérő mm |
| --------------- | ------------- | ------------ | --------- |
| platina-irídium | 21550         | 46           | 38,9      |
| platina         | 21450         | 46,6         | 39        |
| alpakka         | 8600          | 116          | 52,9      |
| sárgaréz        | 8400          | 119          | 53,3      |
| invar           | 8100          | 123          | 53,9      |
| acél            | 8000          | 125          | 54,2      |
| alumínium       | 2700          | 370          | 77,8      |
| hegyikristály   | 2666          | 375          | 78        |
| szilícium gömb  | 2330          | 429          | 93,4      |

A táblázat első sora az 1874 alloy adatait tartalmazza, a második az őskilogramm adatait. Az invart (kobalttal dúsított invar) a méter etalonhoz használják. A kilogramm etalonokat nem egyszerű (7860 kg/m³), hanem korrózióálló acélból készítik. Az ötvözet anyagától függően tehát a kilogramm etalonok magassága és átmérője 38,9–39,2 mm között változik. A térfogati adatok alapján belátható, hogy például ha egy platina- és egy acéletalont hasonlítanak össze, a normál légköri levegő által keltett felhajtóerő miatt 95 mg mérési hiba keletkezik. Ennek kiküszöbölésére egyes laboratóriumok vákuum alatti mérleget használnak (NPL). A német Physikal-Technische Bundesantalt kétféle vákuummérleget is használ. A BIPM kimérte az acél kilogrammetalonok mérési hibáját. Az általuk közölt ábrán jól látható, mekkora a mérési bizonytanságnak az a része, amelyet az etalon megválasztása, a mérleg megválasztása, illetve a levegő által keltett felhajtóerő okoz.

### Tömegetalon jelzései
OIML R 111-94, Organisation Internationale de Métrologie Légale (A Törvényi Mérésügy Nemzetközi Szervezete). Azonosítók: E1, E2, F1, F2, M1, M2, M3
ASTM E 617-97, American Society for Testing and Materials (Anyagok és Anyagvizsgálatok Amerikai Társasága). Azonosítók: 0...7 (számjegyek)
NIST HB 105-1-90 National Institute of Standards and Technology (Nemzeti Szabványügyi és Technológiai Intézet). Azonosító: F
Az NBS dokumentum további tömeg-etalonokat határozott meg; National Bureau of Standards (Országos Szabványügyi Iroda), jogutódja a NIST. Az etalonok azonosítóját lásd a következő táblázatban: J, M, S, S-1, P, Q, T
Az échelle francia szó, eredetileg létrafokot jelent (kiejtése: ɛʃɘl). Az alábbi táblázatban a minőségi fokozatot jelöli: hol helyezkedik el az adott etalon a mértékek hierarchikus rendjében
| jel            | Echelon I | Echelon I  | Echelon I  | Echelon I   |             |             |       | Echelon I  | Echelon I  |            |            |             |             |             |             |             |
|                |           | Echelon II | Echelon II | Echelon II  |             |             |       | Echelon II | Echelon II | Echelon II | Echelon II | Echelon II  | Echelon II  |             |             |             |
|                |           |            |            | Echelon III | Echelon III | Echelon III |       |            |            |            |            | Echelon III | Echelon III | Echelon III | Echelon III | Echelon III |
| névleges érték | E1        | E2         | F1         | F2          | M1          | M2          | M3    | 0          | 1          | 2          | 3          | 4           | 5           | 6           | 7           | F           |
| kg             | mg        | mg         | mg         | mg          | mg          | mg          | mg    | mg         | mg         | mg         | mg         | mg          | mg          | mg          | mg          | mg          |
| -------------- | --------- | ---------- | ---------- | ----------- | ----------- | ----------- | ----- | ---------- | ---------- | ---------- | ---------- | ----------- | ----------- | ----------- | ----------- | ----------- |
| 5000           |           |            |            |             |             |             |       |            |            |            |            | 100 000     | 250 000     | 500 000     | 750 000     | 500 000     |
| 2000           |           |            |            |             |             |             |       |            |            |            |            | 40 000      | 100 000     | 200 000     | 300 000     | 200 000     |
| 500            |           |            |            |             |             |             |       |            |            |            |            | 10 000      | 25 000      | 50 000      | 75 000      | 50 000      |
| 200            |           |            |            |             |             |             |       |            |            |            |            | 4 000       | 10 000      | 20 000      | 30 000      | 20 000      |
| 50             | 25        | 75         | 250        | 750         | 2500        | 7500        | 25000 | 63         | 125        | 250        | 500        | 1 000       | 2 500       | 5 000       | 7 500       | 5 000       |
| 20             | 10        | 30         | 100        | 300         | 1000        | 3000        | 10000 | 25         | 50         | 100        | 200        | 400         | 1 000       | 2 000       | 3 800       | 2 000       |
| 5              | 2,5       | 7,5        | 25         | 75          | 250         | 750         | 2500  | 6          | 12         | 25         | 50         | 100         | 250         | 500         | 1 400       | 500         |
| 2              | 1,0       | 3,0        | 10         | 30          | 100         | 300         | 1000  | 2,5        | 5,0        | 10         | 20         | 40          | 100         | 200         | 750         | 200         |
| 1              | 0,5       | 1,5        | 5          | 15          | 50          | 150         | 500   | 1,3        | 2,5        | 5          | 10         | 20          | 50          | 100         | 470         | 100         |
| 0,5            | 0,25      | 0,75       | 2,5        | 7,5         | 25          | 75          | 250   | 0,60       | 1,2        | 2,5        | 5,0        | 10          | 30          | 50          | 300         | 70          |
| 0,2            | 0,1       | 0,3        | 1,0        | 3,0         | 10          | 30          | 100   | 0,25       | 0,5        | 1,0        | 2,0        | 4,0         | 15          | 20          | 160         | 40          |
| 0,05           | 0,030     | 0,10       | 0,30       | 1,0         | 3,0         | 10          | 30    | 0,060      | 0,12       | 0,25       | 0,60       | 1,2         | 5,6         | 7           |             | 10          |
| 0,02           | 0,025     | 0,080      | 0,25       | 0,8         | 2,5         | 8           | 25    | 0,037      | 0,074      | 0,10       | 0,35       | 0,70        | 3,0         | 3           | 33          | 4,0         |
| 0,005          | 0,015     | 0,050      | 0,15       | 0,5         | 1,5         | 5           | 15    | 0,017      | 0,034      | 0,054      | 0,18       | 0,36        | 1,3         | 2           | 13          | 1,5         |
| 0,001          | 0,010     | 0,030      | 0,10       | 0,3         | 1,0         | 3           | 10    | 0,017      | 0,034      | 0,054      | 0,10       | 0,20        | 0,50        | 2           | 4,5         | 0,90        |
| 0,0002         | 0,006     | 0,020      | 0,06       | 0,20        | 0,6         | 2           |       | 0,005      | 0,010      | 0,025      | 0,06       | 0,12        | 0,26        | 1           | 1,8         | 0,54        |
| 0,000 05       | 0,004     | 0,012      | 0,04       | 0,12        | 0,4         |             |       | 0,005      | 0,010      | 0,014      | 0,042      | 0,085       | 0,16        | 0,5         | 0,88        | 0,35        |
| 0,000 01       | 0,002     | 0,008      | 0,025      | 0,08        | 0,25        |             |       | 0,005      | 0,010      | 0,014      | 0,030      | 0,060       | 0,10        | 0,5         | 0,4         | 0,21        |
| 0,000 002      | 0,002     | 0,006      | 0,020      | 0,06        | 0,20        |             |       | 0,005      | 0,010      | 0,014      | 0,025      | 0,050       | 0,060       | 0,2         |             | 0,12        |
| 0,000 001      | 0,002     | 0,006      | 0,020      | 0,06        | 0,20        |             |       | 0,005      | 0,010      | 0,014      | 0,025      | 0,050       | 0,050       | 0,1         |             | 0,10        |

Etalonoknál a tűrésmező a Vezérfonal a mérési bizonytalanság meghatározására című kiadványban értelmezett négyzetes eloszláshoz hasonló, tehát nem a szórás, vagy annak kiterjesztett értéke
Az etalonok hitelesítésére különleges hidrosztatikus mérlegeket terveztek. Az amerikai NIST (illetve elődje, az NBS) elektronikus mérlege vagy vizet használ, vagy FC-75 típusú perfluorokarbon szénhidrogén-származékot.
További pontosítást igényelnek az anyagok mágneses tulajdonságai. Így például a platina paramágneses anyag, a sárgaréz diamágneses, az acél viszont ferromágneses. Ezt az etalonok hitelesítésénél figyelembe kell venni. Az Alac típusú etalonok mágneses szuszceptibilitását rendszeresen tesztelik a BIPM-ben.

#### National Bureau of Standards
National Bureau of Standards: Circular 3. Design and test of standards of mass; Classification of Weight, 1903, 1918. A tömegetalonokra vonatkozó XX: századi előírások átvéve a NIST számára 1991-ben

| Típus | felhasználása                                              | pontossági osztálya | anyaga, kivitele                        |
| ----- | ---------------------------------------------------------- | ------------------- | --------------------------------------- |
| J     | analitikai mérlegek számára                                | 0,003 mg            | aranyozott, nem mágnesezhető            |
| M     | nagypontosságú mérésekhez                                  | 0,0054 mg           | sárgaréz, bronz, Pt, vagy Rh felülettel |
| S     | tudományos célra (Scientific)                              | 0,014 mg            | réz, alumínium, ón, oxidmentes          |
| S-1   | azonos az S osztállyal, de a nem-metrikus mértékek számára | 0,014 mg            | réz, alumínium, ón, oxidmentes          |
| P     | laboratóriumi és nagy pontosságú műszaki felhasználásra    | 0,1 mg‡             | sűrűség: 7200–10000 kg/m³               |
| Q     | általános laboratóriumi felhasználásra, oktatási célra     | 0,1 mg‡             |                                         |
| T     | célműszerekhez, erőmérési célokra is                       | 0,8 mg‡             | alumínium                               |
| A     | állami elsődleges etalon                                   |                     |                                         |
| B     | állami másodlagos etalon                                   |                     |                                         |
| C     | mérlegteszt céljára                                        |                     |                                         |

‡: A „P”, „Q”, „T” osztályoknál, ha a névleges érték igen kicsi, akkor az érték tűrése kisebb, mint 5%

## Problémák a korábbi definícióval
A tömegetalonon alapuló definícióval számos probléma volt. Elméletileg, ha az etalonnal valami történik (például jelentős szennyeződés éri), akkor az egész világon minden test tömege számszerűen megváltozik. Ezt a furcsa helyzetet az okozza, hogy nem az etalon lett 1 kilogrammos tömegűre elkészítve, hanem az 1 kilogramm volt pontosan és mindig az a tömeg, amennyi az etalon mindenkori tömegével azonos. Rengeteg problémát vet fel és rengeteg erőforrást emészt fel az etalon tárolása, sérülésektől és szennyeződéstől való védelme, rendszeres tisztítása, a nemzeti etalonok előállítása és rendszeres kalibrálása.
Az etalon tömegének mérési hibája néhány mikrogramm. Az etalonok tömege folyamatosan változik: a nemzeti etalonok esetében akár évi két mikrogrammal. A nemzetközi etalon ennél minden bizonnyal stabilabb, de kismértékben szintén változik. (Természetesen csak a szó „rendes” értelmében – ha szigorúan vesszük a definíciót, a nemzetközi etalon értéke sohasem változhatott meg, mivel csak önmagához volt mérhető.)
Mindezen problémák miatt a kutatók nagy erőfeszítéseket tettek egy modern, a fizika alapvető állandóiból és törvényeiből levezethető definíció megalkotására, amilyen végül 2019-ben hatályossá vált.

### Az új definícióhoz javasolt korábbi megoldások
Az erőfeszítések során, amelyet az alapvető vagy atomi állandók felhasználásával történő új definíció bevezetésére tettek, az alábbi működőképes javaslatok születtek:

#### Avogadro-projekt
Az Avogadro-számos megközelítés kísérletet tett rá, hogy a kilogrammot adott számú szilíciumatom tömegeként definiálja, ami egy atomszámláló megközelítés. Gyakorlati megközelítéssel egy gömböt használtak volna, amelynek méretét interferometria felhasználásával mérik.
A projekt megvalósításához egyetlen szilíciumizotóp szükséges. Erre a célra a 28-as izotópot választották, amelyet Oroszország tudott elegendő mennyiségben szállítani. Ebből az anyagból a német PTB-nek sikerült egykristálynövesztéssel szilíciumgömböket előállítania. Az ausztráliai Optikai Kutatóintézetben érték el a gömbök csiszolásával a lehető legtökéletesebb gömbformát. Az így létrehozott 93 mm átmérőjű gömbnek a gömbformától való eltérése jelenleg kisebb, mint 35 nm. A szilíciumgömb felületén oxidok képződnek néhány molekulányi rétegben (SiO és SiO2). Víz is rakódik rá; ha azonban vákuumban mérjük a tömegét, a víz elpárolog róla, tehát a mérés pontosságát nem befolyásolja. Míg a hagyományos platina–irídium kilogrammok ellenőrzése nagy mértékben függ azok állapotától és a mérlegek tulajdonságaitól, addig a szilíciumetalonról elmondható, hogy adatai ismertek és állandóak.
Az elgondolás a következőkön alapszik:
- Az Avogadro-szám az alapvető fizikai állandók közé tartozik, és értékét nagy pontossággal ismerjük. Ennek alapján pontosan megmondható, hány darab atom van egy kilogramm szilícium-28-ban
- A szilíciumkristály rácsállandója atomfizikai megfontolások alapján kiszámítható, értékét ezért pontosan ismerjük
- A rácsállandó és az atomok darabszáma alapján pontosan meghatározható a gömb térfogata; ebből az átmérője. A szilícium-egykristály monotonitása rendkívül stabil
- Az előbbi adatokból nagy pontossággal ismertté tehető a szilíciumgömb sűrűsége. A sűrűség ismeretében a hidrosztatikai mérlegelés pontosan elvégezhető.

A mérési bizonytalanságot rontja, ha az etalonban más izotópok is vannak, mint a tervezetben meghatározott 28-as; ezek éppúgy rácsszerkezeti hibát okoznak, mint bármilyen egyéb szennyező anyag. Ezért van szükség a tiszta izotópra a mérések számára.

#### Az elemi elektromos töltés alapján való meghatározás
- Az ionfelhalmozódásos megközelítés aranyatomok (197Au) felhalmozásán alapul, és a semlegesítéséhez szükséges elektromos töltést méri, ami egy atomszámláló megközelítés.[40] Az aranyatomok felhalmozódását egy tömegszeparátor gyűjti, és egy tömegkomparátor által vezérelt érzékelő méri. A létrejövő mikrohullámú sugárzás a Josephson-állandóval áll kapcsolatban.

#### Az amperen alapuló erő felhasználásával
A kilogramm az a tömeg, amely pontosan 2·10−7 m/s² gyorsulással mozogna, ha akkora erő hatna rá, mint az elhanyagolható keresztmetszetű, egymástól 1 méter távolságban haladó végtelen hosszú párhuzamos vezetőpár egy méteres szakaszára, ha a vezetőkön keresztül pontosan 6,241 509 629 152 65·1018 elemi töltés másodpercenkénti áram folyna.. Ez az elv gyakorlatilag azonos az áramerősség mértékegységének meghatározására szolgáló árammérleg szerkezetével, amennyiben a mérést az erő mérésére vezeti vissza. Ez a definíció az amper korábbi definíciójának fordítottja.
A gyakorlatban egy szupravezető tekercs által keltett mágneses térben szupravezető anyagot lebegtetve a szükséges elektromos áram mérésével definiálható a tömeg. Az eredmény meghatározásához felhasználható a kvantum-Hall effektus és a Josephson-állandó, amely már elegendő pontossággal ismert. A készülék maga gyakorlatilag azonos szerkezetű a Watt-mérleg szerkezetével: mágnestekercs terében lebegő mágnes, amely kétkarú mérleghez illeszkedik, és a felrakott mérlegsúllyal kiegyenlíthető.

### Az új definíció
A kilogrammot a Planck-állandóhoz kötötték 2011-ben. A mérési módszerről a végleges döntés a 26. konferencián, 2018 novemberében született meg, amely során a méréséhez szükséges kísérleti eszköznek a Watt-mérleget választották, amit ma már Kibble-mérleg néven említenek Bryan Kibble tiszteletére, aki továbbfejlesztette az eszközt.
A Kibble-mérleg müködése az áram erőhatásán alapszik. Ez a mérőeszköz az amper mértékegység meghatározására szolgáló árammérlegen (Ampere-mérlegen) alapszik, annak továbbfejlesztett változata. A mérleg továbbfejlesztéséhez a BIPM, az NPL és a NIST és Svájc laboratóriumaiban folytattak kísérleteket, hogy annak pontosságát növeljék az új definícióhoz.